# ایهور نهورنی
ایهور نهورنی (اوکراینی: Ігор Олексійович Нагорний؛ زادهٔ ۲۲ مهٔ ۱۹۹۵) بازیکن فوتبال اهل اوکراین است.